# Amor de Déu en el cristianisme
L'amor de Déu és un concepte predominant tant a l'Antic Testament com al Nou Testament. L'amor és un atribut clau de Déu en el cristianisme, encara que al Nou Testament l'expressió "Déu és amor" apareix explícitament només dues vegades i en dos versos no gaire llunyans: 1 Joan 4:8,16.
L'amor de Déu ha estat el centre de l'espiritualitat d'una sèrie de místics cristians com Teresa d'Àvila.